# Indústria Carboquímica Catarinense
A Indústria Carboquímica Catarinense (ICC) foi uma empresa estatal do ramo carboquímico, que foi extinta na onda de privatizações dos anos 1990.
Na liquidação, restou o patrimônio de cinco áreas no perímetro urbano de Imbituba, somando 257 hectares e cerca de cinco milhões de toneladas de insumos às indústrias de fertilizantes agrícolas e cimenteira (sulfato de cálcio, óxido de ferro, gesso agrícola etc.).
Há décadas, cerca de 75% de toda área era ocupada por dezenas de famílias de agricultores. Em junho de 1998, a ICC licitou os bens, sendo vencedora a Cimento Rio Branco (Votorantim), ofertando 2,3 milhões de reais. Todavia, na hora de consumar a venda, a Votorantin desistiu. Em fevereiro de 2000 a ICC deu os bens em pagamento de suas dívidas à Gaspetro, outra estatal federal (Petrobrás). Para fins do imposto de transmissão (ITBI), o município de Imbituba avaliou o patrimônio em R$ 8.350.868,20.